# مقاطعة جاكسون (تكساس)
مقاطعة جاكسون (بالإنجليزية: Jackson  County)‏ هي إحدى المقاطعات في ولاية تكساس، الولايات المتحدة الأمريكية، يبلغ عدد سكانها 14,075 نسمة طبقا لإحصاء عام 2010 .

موقع المقاطعة في ولاية تكساس

## أعلام
- جيمس كير
- ماري إليانور براكنريدغ
- جورج واشنطن براكنريدغ